# پلگی (هیرمند)
پُلْگی یا پُلَگی یا پلگی محمدشریف روستایی در دهستان قرقری بخش قرقری شهرستان هیرمند استان سیستان و بلوچستان ایران است.

## جغرافیا
روستای پلگی در ۲۱ کیلومتری جنوب شرقی شهر زابل و ۵ کیلومتری جنوب شرقی جزینک در منطقه‌ای دشتی قرار دارد. ارتفاع آن از سطح دریا ۴۷۶ متر و آب و هوای آن گرم و خشک است.

## جمعیت
بر پایه سرشماری عمومی نفوس و مسکن در سال ۱۳۹۵ جمعیت این روستا ۱۲۵ نفر (۳۵خانوار) بوده‌است.